# 伊江朝久
伊江 朝久（いえ ちょうきゅう、1615年〈慶長20年/元和元年/萬暦43年〉 - 1660年〈万治3年/永暦14年〉）は、琉球王国第二尚氏王統の人。唐名は向濬哲。伊江御殿二世である伊江按司朝仲の長男。伊江御殿三世。
1628年（寛永5年/崇禎元年）、家統を継いで伊江島総地頭職に任ぜられる。

## 系譜
- 父：伊江按司朝仲（向氏伊江御殿二世）
- 母：思乙金（久米村鄭迥謝名親方の娘）
- 室：真牛金（馬氏四世兼城親方良時の娘）
- 長男：伊江按司朝敷